# Jean Guillou (oficial naval)
Jean Guillou (Nozay, Loire-Atlantique, 20 de marzo de 1915 - Toulon, Var, 7 de septiembre de 2014)es un oficial naval francés.

## Carrera militar
Promovido a teniente en 1943, partió para Estados Unidos en septiembre del mismo año. Allí, fue destinado al destructor de escolta Somali, construido en Wilmington (Delaware), antes de participar en el desembarco de Provence, en agosto de 1944.

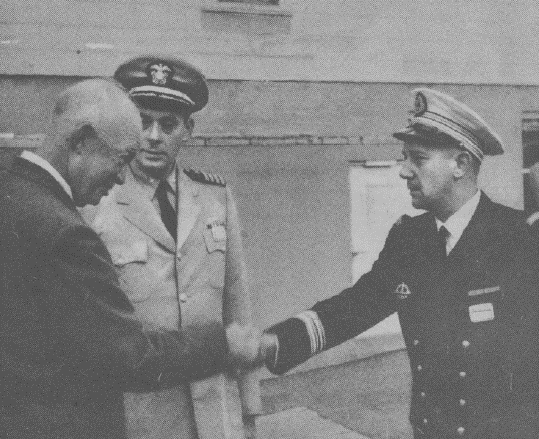
El presidente Eisenhower, estrecha la mano del comandante Jean Guillou, en el 15 de febrero de 1958.

Ascendido a comandante del submarino Rubis desde 1946 hasta 1948, fue nombrado el 15 de julio de 1948 como observador de la ONU en Palestina, durante la Batalla de Jerusalén .
Promovido a capitán de corbeta en 1951, participó en la operación de Suez (1956) dentro del estado mayor del almirante Barjot. Ascendido a comandante en 1957, estuvo al mando del primer escuadrón de submarinos en Toulon desde 1959 hasta 1960.
Promovido a capitán en 1962, estuvo al mando desde el 23 de septiembre de 1964 hasta el 5 de septiembre de 1967 de la Escuela de Aplicación Militar de la Energía Atómica (EAMEA) de Cherburgo, y luego del Centro de Instrucción Naval (CIN) de Saint-Mandrier desde septiembre de 1967 hasta octubre de 1968.
Ascendido a contraalmirante en 1968, comandó el Centro de formación de la flota (Centre d'Entrainement de la Flotte, CEF) desde octubre de 1968 hasta septiembre de 1970, con su marca en el acorazado Jean Bart , en sustitución del contralmirante René Sabatier de Lachadenède .
Promovido a vicealmirante en octubre de 1971, fue adjunto del prefecto marítimo de la segunda región (Brest), Henri Rousselot, desde septiembre de 1970 hasta febrero de 1972.
Ascendido a vicealmirante de ala en 1973, fue comandante de la escuadra del Atlántico desde febrero desde 1972 hasta mayo de 1974 con su marca en el crucero Colbert, y luego presidente de la Comisión permanente para la prueba de los edificios de la flota (Commission permanente des essais des bâtiments de la flotte.) Fue miembro del Consejo Superior de Marina para 1974.
Se incorporó a la segunda sección de oficiales generales de la marina en 1975, tras 41 años de servicio, incluyendo 26 años en el mar.

## Rreferencias
1. ↑  https://www.lemonde.fr/archives/article/1970/06/26/bull-le-general-madon-devient-inspecteur-de-l-armee-de-l-air-bull-l-amiral-storelli-recoit-sa-cinquieme-etoile_3118177_1819218.html
2. ↑  https://www.lemonde.fr/archives/article/1973/02/09/bull-les-generaux-thenoz-et-vaillant-recoivent-leur-cinquieme-etoile-bull-le-contre-amiral-de-gaulle-commandera-le-groupe-naval-d-essais_3098402_1819218.html
3. ↑  https://www.lemonde.fr/archives/article/1972/02/18/le-vice-amiral-guillou-commandera-l-escadre-de-l-atlantique_3032582_1819218.html
4. 1 2  https://www.lemonde.fr/archives/article/1974/01/25/le-vice-amiral-petrochilo-commandera-l-escadre-de-l-atlantique_2520865_1819218.html